# Brachinus solidipalpis
Espèce
Brachinus solidipalpis est une espèce de coléoptères bombardiers de la famille des Carabidae.
Conservée dans la collection de coléoptères du Muséum national d'histoire naturelle (France), l'espèce était conservée depuis 1843 et attendait d'être décrite. Sept spécimens existants avaient été collectés à Manille, aux Philippines. Depuis, l'espèce n'a pas été retrouvée dans la nature.

## Étymologie
Sa dénomination spécifique vient du fait que Brachinus solidipalpis dispose de palpes buccaux plus massifs et plus épais que ceux des autres espèces de Brachinus.